# Đường lên đỉnh Olympia năm thứ 23
Đường lên đỉnh Olympia năm thứ 23, thường được gọi là Olympia 23 hay O23 là năm thứ 23 của chương trình Đường lên đỉnh Olympia dành cho học sinh trung học phổ thông do Đài Truyền hình Việt Nam và công ty truyền thông NCC thực hiện. Cuộc thi năm thứ 23 bắt đầu vào ngày 09 tháng 10 năm 2022 và kết thúc với trận chung kết năm được truyền hình trực tiếp vào ngày 08 tháng 10 năm 2023. Đây là năm thứ 7 liên tiếp (kể từ nửa sau năm thứ 17) Công ty cổ phần Tập đoàn Trường Hải là nhà tài trợ của chương trình.
Nhà vô địch của năm thứ 23 là Lê Xuân Mạnh đến từ Trường Trung học phổ thông Hàm Rồng, Thanh Hóa, khi đã giành chiến thắng với số điểm 220 trong cuộc thi chung kết.

## Luật chơi

### Khởi động
Cả 4 thí sinh khởi động cùng một lúc qua 36 câu hỏi, chia làm 3 lượt với số câu hỏi tăng dần: 8, 12 và 16. Ở mỗi câu hỏi, thí sinh giành quyền trả lời bằng cách bấm chuông và có tối đa 3 giây tính từ lúc giành được quyền trả lời để đưa ra đáp án. Thí sinh được quyền bấm chuông bất cứ lúc nào (kể cả khi MC chưa đọc xong câu hỏi). Mỗi câu trả lời đúng được 10 điểm, mỗi câu trả lời sai (hoặc không có câu trả lời sau 3 giây bấm chuông) bị trừ 5 điểm, nhưng không tính điểm âm.
Sau 3 giây tính từ khi câu hỏi được đọc xong, nếu không có thí sinh nào giành quyền trả lời, MC sẽ công bố đáp án.

#### Olympedia
Olympedia là một mục nhỏ trong chương trình Đường lên đỉnh Olympia, sau khi phần thi Khởi động kết thúc, nhằm cung cấp thêm thông tin về một câu hỏi ngẫu nhiên đã được đưa ra trong phần thi này.

### Vượt chướng ngại vật
Có 4 từ hàng ngang, cũng chính là 4 gợi ý liên quan đến chướng ngại vật mà thí sinh phải tìm. Có 1 gợi ý là một hình ảnh liên quan đến chướng ngại vật hoặc chính là chướng ngại vật đó. Hình ảnh được chia thành 5 ô đánh số thứ tự từ 1 đến 4 và 1 ô trung tâm, trong đó ô trung tâm cũng là một từ gợi ý.
Mỗi thí sinh có 1 lượt lựa chọn một trong các từ hàng ngang này. Cả bốn thí sinh trả lời câu hỏi bằng máy tính trong thời gian suy nghĩ 15 giây. Trả lời đúng mỗi từ hàng ngang sẽ được 10 điểm. Ngoài việc mở được từ hàng ngang nếu trả lời đúng, một góc (được đánh số tương ứng với số từ hàng ngang) của hình ảnh cũng được mở ra. Thí sinh trả lời đúng từ gợi ý ở ô trung tâm cũng ghi được 10 điểm, đồng thời ô trung tâm của hình ảnh cũng được lật mở.
Thí sinh có thể bấm chuông trả lời chướng ngại vật bất cứ lúc nào. Trả lời đúng chướng ngại vật trong vòng 1 từ hàng ngang đầu tiên được 50 điểm, trong 2 từ hàng ngang được 40 điểm, 3 từ hàng ngang được 30 điểm, 4 từ hàng ngang được 20 điểm, sau gợi ý cuối cùng được 10 điểm. Nếu trả lời sai chướng ngại vật sẽ bị loại khỏi vòng chơi này.
Sẽ có 15 giây để bấm chuông đưa ra câu trả lời sau khi kết thúc các từ hàng ngang và câu hỏi ở ô trung tâm. Trường hợp hết giờ hoặc cả 4 thí sinh đã bị loại, một khán giả trả lời đúng chướng ngại vật sẽ nhận kỷ niệm chương và phần quà của chương trình. Nếu không có khán giả trả lời, MC sẽ công bố đáp án chướng ngại vật.

### Tăng tốc
Có 4 câu hỏi dưới dạng nhìn nhanh - đáp gọn, sắp xếp - lựa chọn, tư duy logic, dữ kiện hình ảnh với thời gian suy nghĩ tăng dần: 10, 20, 30 và 40 giây. Bốn thí sinh cùng trả lời bằng máy tính.
- Trả lời đúng và nhanh nhất được 40 điểm.
- Trả lời đúng và nhanh thứ hai được 30 điểm.
- Trả lời đúng và nhanh thứ ba được 20 điểm.
- Trả lời đúng và nhanh thứ tư được 10 điểm.

### Về đích
Có 2 mức điểm: 20 và 30 điểm; mỗi mức gồm 3 câu hỏi. Thí sinh có một lượt lựa chọn 3 câu hỏi tùy ý. Thời gian suy nghĩ của câu hỏi 20 điểm là 15 giây và câu hỏi 30 điểm là 20 giây.
Trả lời đúng ghi được điểm của câu hỏi, nếu trả lời sai một trong ba thí sinh còn lại sẽ giành quyền trả lời bằng cách bấm nút nhanh. Trả lời đúng giành được điểm từ thí sinh đang thi, trả lời sai sẽ bị trừ nửa số điểm của câu hỏi.
Câu hỏi thực hành cũng xuất hiện trong phần thi này. MC, ban cố vấn hoặc khách mời sẽ giới thiệu các dụng cụ hoặc đồ vật liên quan đến câu hỏi thực hành đưa ra cho thí sinh và được cất trong một chiếc hộp bí mật. Đối với câu hỏi 20 điểm, thí sinh thứ nhất có 15 giây suy nghĩ và 30 giây thực hành, với câu hỏi 30 điểm là 20 giây suy nghĩ và 60 giây thực hành. Nếu thí sinh trả lời sai hoặc không trả lời được câu hỏi đó thì người giành quyền bấm chuông sẽ có 20 giây thực hành với câu 20 điểm và 40 giây thực hành với câu 30 điểm. Câu hỏi dạng này chỉ xuất hiện trong một số tập nhất định, trong những tập đó sẽ chỉ có 1 câu cho mỗi tập.
Mỗi thí sinh được đặt ngôi sao hy vọng 1 lần trước bất kì câu hỏi nào, trả lời đúng câu hỏi có ngôi sao hy vọng được gấp đôi số điểm của câu hỏi đó, trả lời sai sẽ bị trừ số điểm của câu hỏi.
Thứ tự tham gia phần thi về đích của các thí sinh như sau:
- Lượt 1: dành cho thí sinh có điểm cao nhất sau phần thi Tăng tốc (và có số thứ tự đứng nhỏ nhất trong các thí sinh có cùng điểm).
- Lượt 2 dành cho thí sinh có điểm cao nhất[a] trong các thí sinh còn lại (và có số thứ tự đứng nhỏ nhất trong các thí sinh có cùng điểm).
- Lượt 3 dành cho thí sinh có điểm cao hơn[a] trong 2 thí sinh còn lại (và có số thứ tự đứng nhỏ hơn nếu 2 thí sinh bằng điểm)
- Lượt 4 dành cho thí sinh cuối cùng (thí sinh có điểm thấp hơn so với các thí sinh còn lại).

### Câu hỏi phụ
Sau phần thi Về đích, các thí sinh có cùng số điểm cao nhất hoặc số điểm nhì cao nhất sẽ bước vào phần Câu hỏi phụ. Các thí sinh có 15 giây để trả lời các câu hỏi của chương trình. Thí sinh giành quyền trả lời nhanh nhất và trả lời đúng một trong số các câu hỏi sẽ là người chiến thắng, trả lời sai thì quyền trả lời thuộc về thí sinh còn lại. Nếu không thí sinh nào trả lời đúng, họ sẽ bước sang câu hỏi tiếp theo để phân thắng bại. Sau 3 câu hỏi, nếu không tìm được người thắng cuộc, chương trình sẽ tổ chức bốc thăm để chọn ra người thắng cuộc.
Trong một câu hỏi, nếu có thí sinh bấm chuông trả lời trước khi có hiệu lệnh của người dẫn chương trình, thí sinh đó sẽ bị mất quyền trả lời câu hỏi.

## Chi tiết các trận đấu
| Chung kết năm | Chung kết năm      | Tổng kết | Tổng kết                                                   |
| ------------- | ------------------ | -------- | ---------------------------------------------------------- |
| Quý 1         | Nguyễn Việt Thành  | Vô địch  | Lê Xuân Mạnh THPT Hàm Rồng, Thanh Hoá                      |
| Quý 2         | Nguyễn Minh Triết  | Vô địch  | Lê Xuân Mạnh THPT Hàm Rồng, Thanh Hoá                      |
| Quý 3         | Lê Xuân Mạnh       | Kỷ lục   | Trần Quang Minh - 355 điểm THPT Lương Thế Vinh, Quảng Bình |
| Quý 4         | Nguyễn Trọng Thành | Kỷ lục   | Trần Quang Minh - 355 điểm THPT Lương Thế Vinh, Quảng Bình |

## Đón nhận
Luật chơi mới của năm thứ 23 được khán giả quan tâm, bình luận nhiều ngay từ trận đấu tuần đầu tiên. Theo chương trình, sự thay đổi về luật chơi này nhằm tăng tính cạnh tranh giữa các thí sinh. Hà Việt Hoàng, cựu thí sinh Đường lên đỉnh Olympia năm thứ 17, nhận xét: "Mình cảm thấy đề thi đang càng ngày càng giảm độ khó và thiếu sự mới mẻ". Anh liên tục nhấn mạnh về chất lượng trận đấu khi xuất hiện nhiều thí sinh có điểm số cao nhưng không còn thuyết phục, bởi lẽ câu hỏi chương trình đưa ra dễ hơn so với số điểm nhận được. Khán giả Hoài Linh cho biết: "Phần thi Khởi động bây giờ tranh nhau bấm chuông, chưa kể trả lời sai thì còn bị trừ điểm. Người có điểm cao chót vót, người lại gây thất vọng. Vượt chướng ngại vật ngày càng eo hẹp về số điểm, mất đi sức hấp dẫn". Bên cạnh những ý kiến thất vọng của khán giả về luật chơi mới, cũng có nhiều người cho rằng ban tổ chức đã có sự thay đổi phù hợp.